# 盧赫湖
52°2′38″N 13°47′51″E / 52.04389°N 13.79750°E

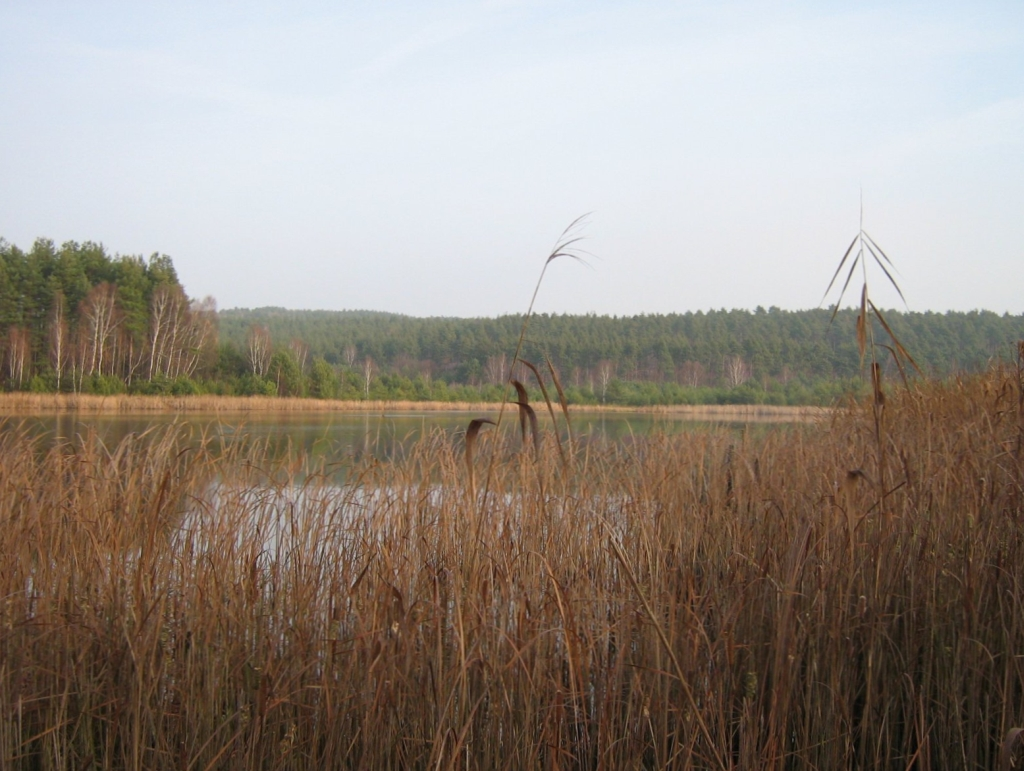

盧赫湖（德語：Luchsee），是德國的湖泊，位於該國東北部，由勃蘭登堡州負責管轄，處於達默-施普雷瓦爾德縣，長0.3公里、寬0.1公里，面積0.07平方公里，海拔高度52.7米，最大水深2米。